# Thomas Burns
Thomas Matthew Burns SM (ur. 3 czerwca 1944 w Belfaście) – brytyjski duchowny rzymskokatolicki, marysta, w latach 2008–2019 biskup diecezjalny diecezji Menevia, wcześniej w latach 2002-2008 ordynariusz polowy Wielkiej Brytanii.

## Życiorys
Wstąpił do zgromadzenia marystów w Paignton i w nim złożył profesję wieczystą 12 września 1971. Święcenia kapłańskie otrzymał 16 grudnia 1971. Przez 15 lat nauczał ekonomii w szkołach zakonnych. W 1986 wstąpił do ordynariatu polowego, gdzie pełnił funkcję kapelana marynarki wojennej. W latach 1992-1993 był ekonomem generalnym swego zgromadzenia, zaś od 1993 ponownie służył w ordynariacie. W 1998 został wikariuszem generalnym diecezji oraz kapelanem honorowym królowej Elżbiety II.
24 maja 2002 papież Jan Paweł II postawił go na czele ordynariatu polowego Wielkiej Brytanii. Sakry udzielił mu 18 czerwca 2002 kardynał Cormac Murphy-O’Connor, ówczesny arcybiskup metropolita Westminsteru. 16 października 2008 papież Benedykt XVI przeniósł go na urząd biskupa Menevii, jego ingres do tamtejszej katedry odbył się 1 grudnia 2008.
11 lipca 2019 przeszedł na emeryturę.